# Marfaux
Marfaux és un municipi francès, situat al departament del Marne i a la regió del Gran Est. L'any 2007 tenia 154 habitants.

## Demografia

### Població
El 2007 la població de fet de Marfaux era de 154 persones. Hi havia 60 famílies, de les quals 8 eren unipersonals (8 dones vivint soles i 8 dones vivint soles), 28 parelles sense fills i 24 parelles amb fills.
La població ha evolucionat segons el següent gràfic:
Habitants censats

### Habitatges
El 2007 hi havia 64 habitatges, 61 eren l'habitatge principal de la família, 1 era una segona residència i 2 estaven desocupats. Tots els 64 habitatges eren cases. Dels 61 habitatges principals, 53 estaven ocupats pels seus propietaris, 6 estaven llogats i ocupats pels llogaters i 2 estaven cedits a títol gratuït; 1 tenia dues cambres, 4 en tenien tres, 7 en tenien quatre i 49 en tenien cinc o més. 50 habitatges disposaven pel capbaix d'una plaça de pàrquing. A 26 habitatges hi havia un automòbil i a 35 n'hi havia dos o més.

### Piràmide de població
La piràmide de població per edats i sexe el 2009 era:
| Homes | Edats   | Dones |
| ----- | ------- | ----- |
| 0     | 95 o +  | 0     |
| 0     | 90 a 94 | 0     |
| 0     | 85 a 89 | 0     |
| 4     | 80 a 84 | 0     |
| 0     | 75 a 79 | 0     |
| 0     | 70 a 74 | 4     |
| 0     | 65 a 69 | 0     |
| 8     | 60 a 64 | 4     |
| 4     | 55 a 59 | 4     |
| 4     | 50 a 54 | 4     |
| 12    | 45 a 49 | 4     |
| 4     | 40 a 44 | 4     |
| 12    | 35 a 39 | 12    |
| 4     | 30 a 34 | 4     |
| 0     | 25 a 29 | 4     |
| 4     | 20 a 24 | 0     |
| 0     | 15 a 19 | 0     |
| 12    | 10 a 14 | 4     |
| 0     | 5 a 9   | 16    |
| 0     | 0 a 4   | 0     |

## Economia
El 2007 la població en edat de treballar era de 106 persones, 88 eren actives i 18 eren inactives. De les 88 persones actives 83 estaven ocupades (43 homes i 40 dones) i 5 estaven aturades (3 homes i 2 dones). De les 18 persones inactives 5 estaven jubilades, 9 estaven estudiant i 4 estaven classificades com a «altres inactius».

### Ingressos
El 2009 a Marfaux hi havia 60 unitats fiscals que integraven 150 persones, la mediana anual d'ingressos fiscals per persona era de 20.191 €.

### Activitats econòmiques
Dels 8 establiments que hi havia el 2007, 1 era d'una empresa alimentària, 2 d'empreses de construcció, 3 d'empreses de comerç i reparació d'automòbils, 1 d'una empresa de serveis i 1 d'una empresa classificada com a «altres activitats de serveis».
Dels 2 establiments de servei als particulars que hi havia el 2009, 1 era una lampisteria i 1 perruqueria.
L'any 2000 a Marfaux hi havia 26 explotacions agrícoles que ocupaven un total de 555 hectàrees.

## Poblacions més properes
El següent diagrama mostra les poblacions més properes.

## Referències

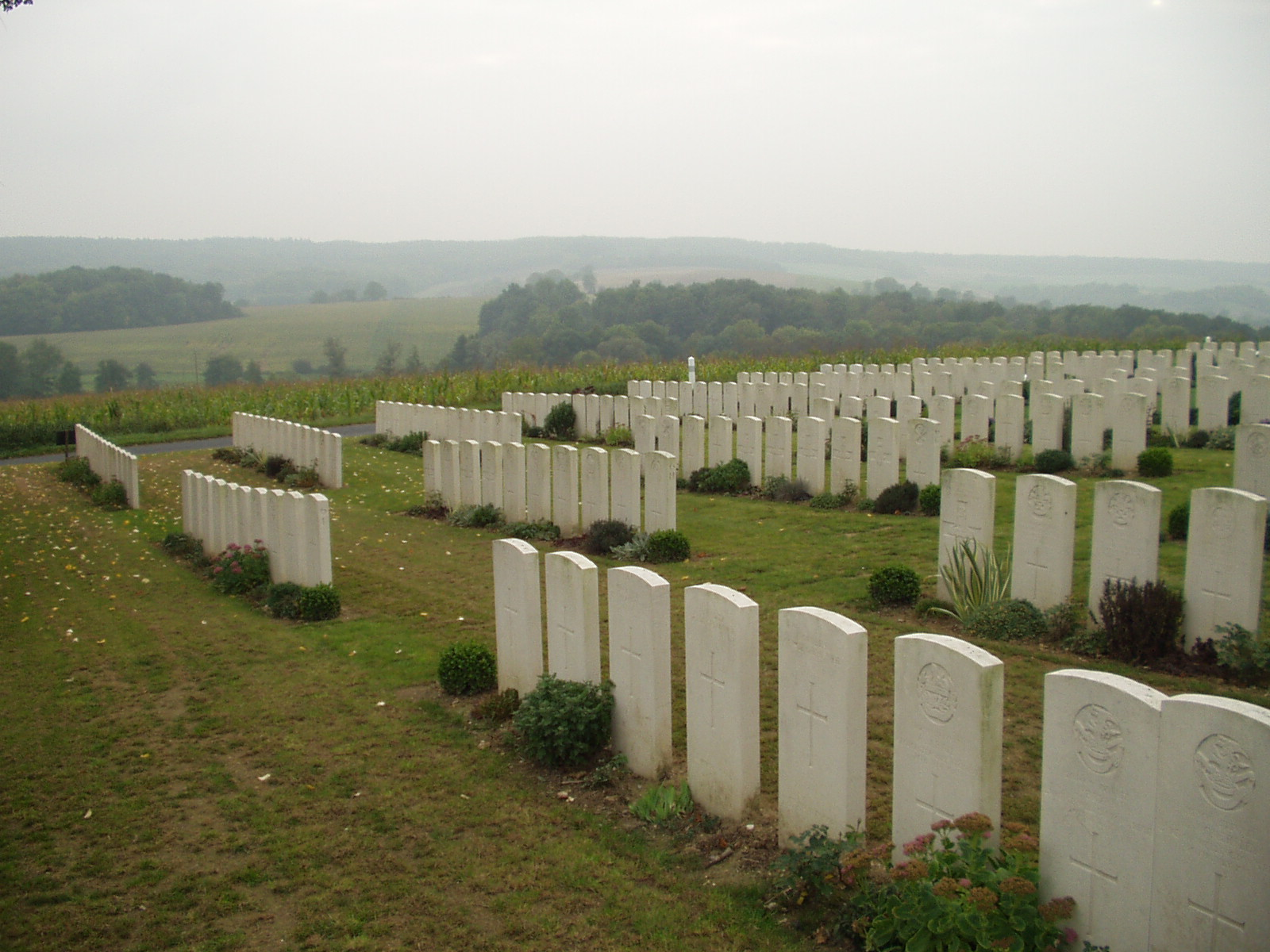
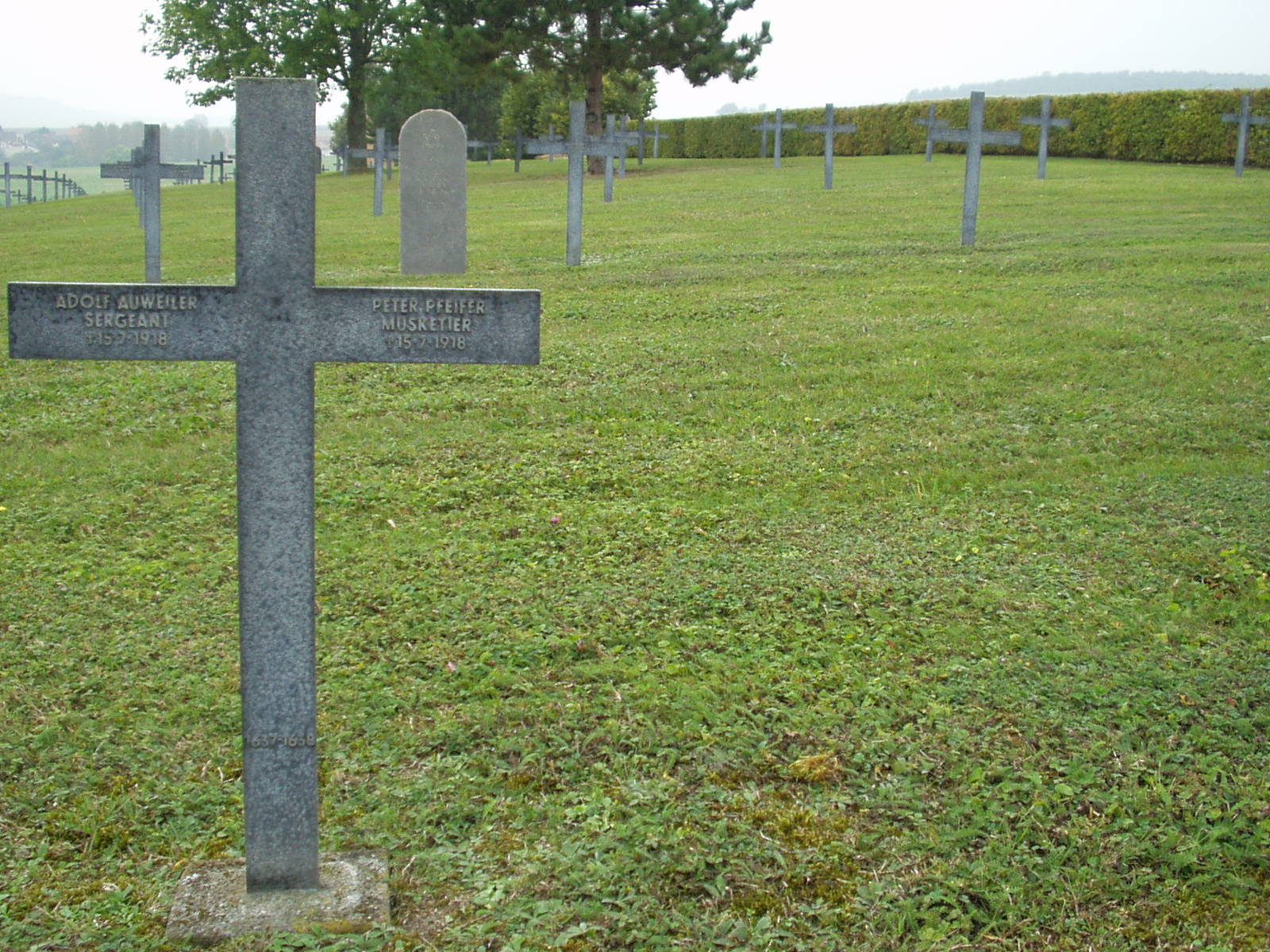
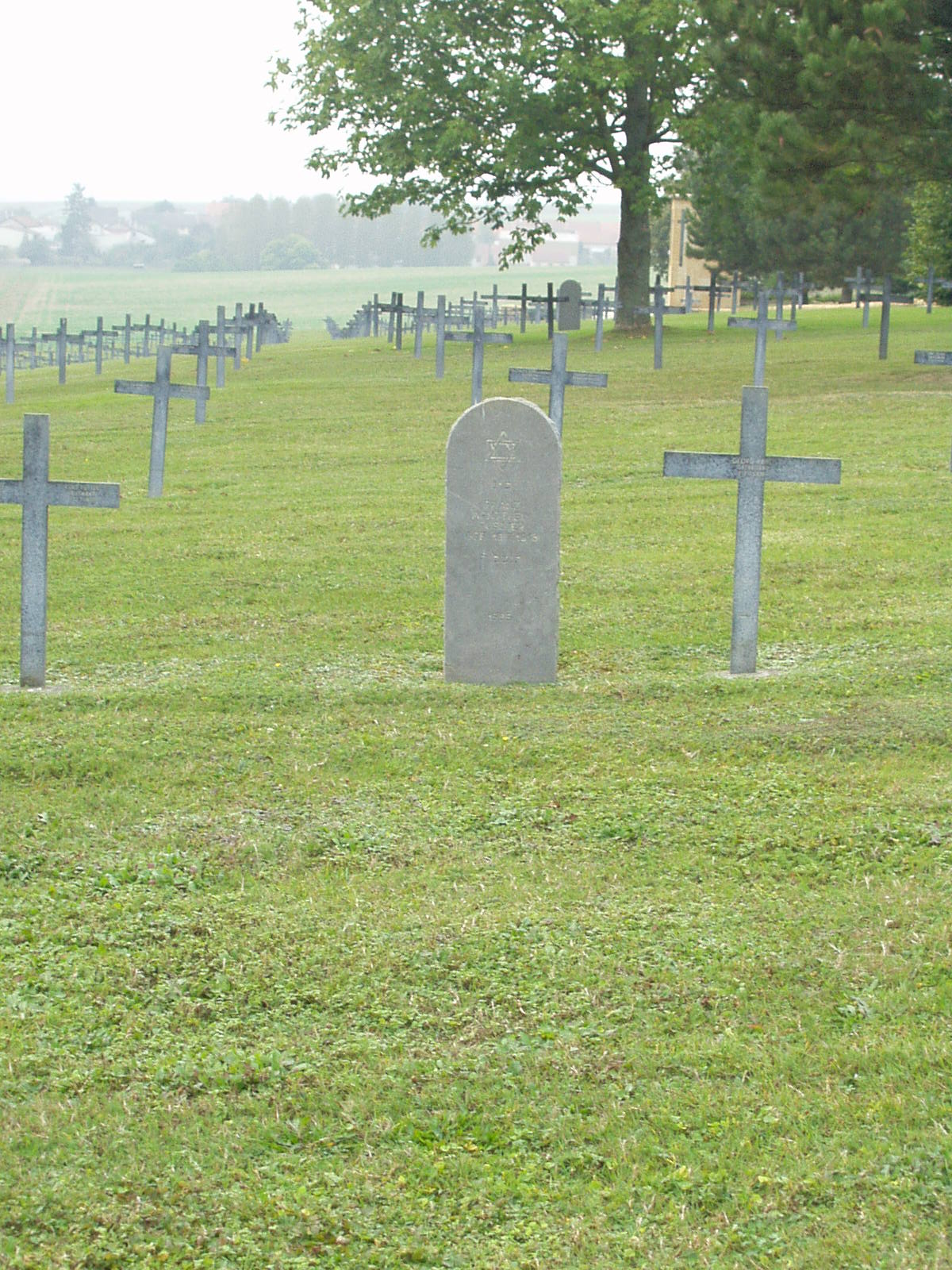